# Coupe d'Algérie de football 1995-1996
Navigation
Coupe d'Algérie
1994-1995 Coupe d'Algérie
1996-1997
La Coupe d'Algérie de football 1995-1996 voit le sacre du MC Oran, qui bat l'USM Blida en finale.
C'est la 4e Coupe d'Algérie remportée par le MC Oran et c'est la toute 1re fois que l'USM Blida atteint la finale de cette compétition.

## 4eTourrégional
- pour LOFA, la Ligue de Batna et Constantine  le 4e tour régional est le 64e tour de finale

| Ligue du Centre jeudi 1er février 1996 14h00 et vendredi 2 février 1996 a 14h30.(4e tour régional), |                           |                       |                         |                                                                    |                       |                            |
| 1                                                                                                   | IRB Hadjout (D?)          | 3 - 1                 | WRB Attatba (D?)        |                                                                    | Jeudi a 14h00         | El Affroun                 |
| 2                                                                                                   | RC Kouba (D?)             | 5 -0                  | DRB Staoueli (D?)       | Ragouba 33e Lagoug 60e 89e Bouriche 64e 75e                        |                       | Bologhine                  |
| 3                                                                                                   | IR Hussein Dey (D?)       | 1 - 0                 | OM Médéa (D?)           |                                                                    |                       | Mouzaia                    |
| 4                                                                                                   | NA Hussein Dey (D?)       | 1 - 0                 | IB Mouzaia (D?)         |                                                                    |                       | Ain Bénian                 |
| 5                                                                                                   | ES Sour El Ghozlane (D?)  | 0 - 1                 | NR Bou Smail (D?)       |                                                                    | Jeudi à 13h00         | Reghaia                    |
| 6                                                                                                   | IRB El Harrach (D?)       | 2 - 1                 | NR Bocaa Sahnoun (D?)   |                                                                    | Jeudi à 13h00         | El-Khemis                  |
| 7                                                                                                   | CRM Birkhadem (D?)        | 2 - 3                 | SCM Blida (D?)          | Rebouh 55e Lamraoui 60e / Bouchelaghem 20e Khelifi 35e Rahmani 75e |                       | Koléa                      |
| 8                                                                                                   | MB Tablat (D?)            | 1 - 3                 | Hydra AC (D?)           |                                                                    | Jeudi à 13h00         | à Si Mustapha              |
| 9                                                                                                   | OMR El Anasser (D?)       | 2 - 0                 | USM Draa Ben Khada (D?) |                                                                    | Jeudi à 14h00         | Yesser                     |
| 10                                                                                                  | RC Arbaa (D?)             | 1 - 0                 | NARB Reghaia (D?)       |                                                                    | Vendredi à 14h30      | stade 20 aout 55 Alger     |
| 11                                                                                                  | ES Berrouaghia (D?)       | 1 - 1 CRBD aux t.a.b  | CRB Djendel (D?)        |                                                                    | Vendredi              | Médéa                      |
| 12                                                                                                  | ASO Chlef (D?)            | 0 - 0 a.p (t.a.b 4-3) | NRB Chettia (D?)        |                                                                    | Vendredi              | stade Maamar Sahli (Chlef) |
| 13                                                                                                  | WB Aïn Benian (D?)        |                       | DRB Baraki (B) (D?)     |                                                                    | Lundi 12 fev. à 14h00 | stade communal Ben Aknoun  |
| 14                                                                                                  | ISM Koléa (D?)            | 1 - 1 a.p (t.a.b 4-2) | ESM Boudouaou (D?)      | Benhadji 25e / Galoul 32e                                          | Vendredi              | stade Zioui - Hussein-Dey  |
| 15                                                                                                  | SKAF Khemis Miliana (D?)  | 1 - 2                 | OM Sidi Lakhder (D?)    |                                                                    |                       | à El-Khemis                |
| 16                                                                                                  | IB Khemis El Khechna (D?) | 1 - 0                 | NRB Issers (D?)         |                                                                    |                       | Reghaia                    |
| 17                                                                                                  | NCB El Affroun (D?)       | 0 - 1                 | JS Hai Djebel (D?)      |                                                                    |                       | Koléa                      |
| 18                                                                                                  | FCM Blida (D?)            | -                     | Exempt                  |                                                                    |                       |                            |
| 19                                                                                                  | AG Béni-Messous (D?)      | -                     | Exempt                  |                                                                    |                       |                            |
| 20                                                                                                  | CRB Dar El Beida (D?)     | -                     | Exempt                  |                                                                    |                       |                            |

## Soixante-quatrièmes de finale
| Ligue de l'Ouest (Lofa Oran) Dernier tour régional Jeudi 15 février 1996 à 13h00 ,             |                           |                             |                              |                         |                                  |                             |
| 1                                                                                              | USM Oran (DR)             | 1 - 2                       | ES Mostaganem (D2)           |                         |                                  | Arzew                       |
| 2                                                                                              | ASPC Tlemcen (DR)         | 2 - 1                       | CC Sig (D2)                  |                         |                                  | Ain Témouchent              |
| 3                                                                                              | CRB Mazouna (D2)          | 1 - 0                       | IS Tighennif (D2)            |                         |                                  | Stade Bouakeul - Oran       |
| 4                                                                                              | CR Témouchent (D2)        | -                           | OM Arzew (D2)                |                         | Vendredi 16 février 1996 à 14h30 |                             |
| 5                                                                                              | MC Saida (D2)             | -                           | SCM Oran (DR)                |                         |                                  | Sidi Bel-Abbès              |
| 6                                                                                              | WA Mostaganem (D2)        | 2 - 0                       | NRB Aïn Nouïssy (D?)         | Berrahou 28e Lakhel 36e |                                  | Bouguirat                   |
| 7                                                                                              | MC Bel-Abbès (DR)         | 1 - 1 a.p (MCBA aux t.a.b)  | JSM Tiaret (D2)              |                         |                                  | Mascara                     |
| 8                                                                                              | USM Bel Abbès (D2)        | 2 - 0                       | IRB Sidi M'hamed Benali (DR) |                         |                                  | Mostaganem                  |
| 9                                                                                              | RC Relizane (D2)          | 0 - 1                       | CRB Froha (DH)               |                         |                                  | Tighennif                   |
| 10                                                                                             | ASB Rahouia (DH)          | 2 - 7                       | GC Mascara (D2)              |                         |                                  | Arzew                       |
| Ligue du centre Dernier tour régional jeudi 15 et vendredi 16 février 1996 (5e tour régional). |                           |                             |                              |                         |                                  |                             |
| 1                                                                                              | CRB Djendel (D3)          | 3 - 0                       | IR Hussein Dey (D3)          | forfait du IRHD         | jeudi 25 janvier 1996 a 14h 30.  | stade communal de mouzaia . |
| 2                                                                                              | ASO Chlef (D2)            | 2 - 0                       | Hydra AC (D3)                |                         |                                  |                             |
| 3                                                                                              | SCM Blida (D4)            | non joué                    | AGS Béni Messous (D3)        |                         |                                  |                             |
| 4                                                                                              | RC Kouba (D2)             | 2 - 1                       | CRB Dar El Beida (D4)        |                         |                                  | Stade de Bologhine          |
| 5                                                                                              | FCM Blida (D4)            | 1 - 1 ap (Blida aux t.a.b)  | DRB Baraki (B) (D4)          |                         | 16 février 1996                  | stade communal de Koléa     |
| 6                                                                                              | OMR El Annasser (D2)      | 1 - 0                       | IRB El Harrach (D) (D4)      |                         |                                  |                             |
| 7                                                                                              | OM Sidi Lakhdar (D4)      | -                           | RC Arbaa (D2)                |                         |                                  |                             |
| 8                                                                                              | JS Hai Djebel (D3)        | 2 - 0                       | NR Bou Ismail (D3)           |                         |                                  |                             |
| 9                                                                                              | IB Khemis El Khechna (D2) | 3 - 1                       | IRB Hadjout (D2)             |                         |                                  |                             |
| 10                                                                                             | NA Hussein Dey (D2)       | 5 - 0                       | ISM Kolea (D3)               |                         |                                  |                             |
| Ligue de Constantine Dernier tour régional                                                     |                           |                             |                              |                         |                                  |                             |
| 1                                                                                              | MO Constantine (D2)       | 3 - 1                       | CRB Héliopolis (D3)          |                         |                                  |                             |
| 2                                                                                              | CRE Constantine (D2)      | 3 - 2                       | IRB Sidi Mezghiche (D3)      |                         |                                  |                             |
| 3                                                                                              | JJ Azzaba (D2)            | 3 - 1                       | AS Khroub (D3)               |                         |                                  |                             |
| 4                                                                                              | JSM Skikda (D2)           | 0 - 1                       | HAMRA Annaba (D3)            |                         |                                  |                             |
| 5                                                                                              | MO Bejaia (D3)            | 1 - 2                       | ES Collo (D2)                |                         |                                  |                             |
| 6                                                                                              | USM Annaba (D2)           | 0 - 1                       | JB Ain Kercha (D?)           |                         |                                  |                             |
| 7                                                                                              | JSM Bejaia (D3)           | 1 - 3                       | IRB El Hadjar (D3)           |                         |                                  |                             |
| 8                                                                                              | ES Guelma (D2)            | 2 - 2 a.p (6 tirs au but 7) | CRB Kherata (D?)             |                         |                                  |                             |
| 9                                                                                              | HB Chelghoum Laid (D2)    | -                           | ...                          |                         |                                  |                             |
| 10                                                                                             | CRB Aïn Fakroun (D3)      | -                           | ...                          |                         |                                  |                             |
| Ligue de Batna 4e et dernier tour régional joué le lundi 5 février 1996.                       |                           |                             |                              |                         |                                  |                             |
| 1                                                                                              | ES Sétif (D2)             | -                           | USM Sétif (D3)               |                         |                                  |                             |
| 2                                                                                              | IRB Khenchela (D2)        | -                           | n.c                          |                         |                                  |                             |
| 3                                                                                              | MSP Batna (D2)            | -                           | n.c                          |                         |                                  |                             |
| 4                                                                                              | USM Khenchela (D3)        | -                           | n.c                          |                         |                                  |                             |
| 5                                                                                              | CRB Kais (D?)             | -                           | n.c                          |                         |                                  |                             |
| 6                                                                                              | MB Tlidjen (D2)           | -                           | n.c                          |                         |                                  |                             |
| Ligue de Béchar Dernier tour régional 1996                                                     |                           |                             |                              |                         |                                  |                             |
| 1                                                                                              | JRB El Bayadh (D?)        | -                           | n.c                          |                         |                                  |                             |
| 2                                                                                              | CRB Mecheria (D?)         | -                           | n.c                          |                         |                                  |                             |
| 3                                                                                              | IR Mecheria (D?)          | -                           | n.c                          |                         |                                  |                             |
| 4                                                                                              | US Béchar Djedid (D?)     | -                           | n.c                          |                         |                                  |                             |
| 5                                                                                              | IRM Béchar (D?)           | -                           | n.c                          |                         |                                  |                             |
| 6                                                                                              | ES Debdaba (D?)           | -                           | n.c                          |                         |                                  |                             |
| Ligue de Ouargla Dernier tour régional 1996                                                    |                           |                             |                              |                         |                                  |                             |
| 1                                                                                              | IRB Laghouat (D3)         | -                           | n.c                          |                         |                                  |                             |
| 2                                                                                              | CR Sidi Naïl (D2)         | -                           | n.c                          |                         |                                  |                             |
| 3                                                                                              | CRB Hassi R'mel (D3)      | -                           | n.c                          |                         |                                  |                             |
| 4                                                                                              | IRB Ouargla (D2)          | -                           | n.c                          |                         |                                  |                             |
| 5                                                                                              | CRB Djelfa (D3)           | -                           | n.c                          |                         |                                  |                             |
| 6                                                                                              | RC M'zab (D2)             | -                           | n.c                          |                         |                                  |                             |

## Trente deuxième de finale
Les matchs des trente deuxième de finale se sont joués le 7 mars 1996 et 11 mars 1996.
| #  | Club 1               | Résultat        | Club 2            | Buteurs                                                                                                  | Date         | Stade                                        |
| -- | -------------------- | --------------- | ----------------- | --- | ------------ | -------------------------------------------- |
| 1  | WA Mostaganem        | 1 - 3 (a.p)     | USM Blida         | R.Zouani 58e 113e, Haddadi 97e                                                                           | 7 mars 1996  | Stade OPOW (Commondant Farradj) (Mostaganem) |
| 2  | ASM Oran             | 2 - 0 (a.p)     | CA Batna          | Zine Khloufi 91e, Ben Amara 112e                                                                         | 7 mars 1996  | Stade Habib-Bouakeul, (Oran)                 |
| 3  | HAMRA Annaba         | 0 - 0 (tab 2-4) | HB Chelghoum Laid | - | 7 mars 1996  | Stade Abdelkader-Chabou, (Annaba)            |
| 4  | FCM Blida            | 1 - 0           | JRB El Bayadh     | Redouane Bouchahma ?                                                                                     | 7 mars 1996  | Stade des Frères-Brakni, (Blida)             |
| 5  | IRB Laghouat         | 3 - 0           | CRB Kherrata      | | 7 mars 1996  | Béjaia                                       |
| 6  | ES Sétif             | 1 - 0           | USM El Harrach    | Azzoug 34e                                                                                               | 7 mars 1996  | Stade du 8-Mai-1945 (Sétif)                  |
| 7  | JB Aïn Kercha        | 1 - 2 (a.p)     | MC Alger          | | 7 mars 1996  | Stade de Aïn Kercha (Aïn Kercha)             |
| 8  | MC Bel-Abbes         | 0 - 2           | CRE Constantine   | Mekhloufi 30e (38)                                                                                       | 7 mars 1996  | Bel-Abbès                                    |
| 9  | ASO Chlef            | 1 - 1 (tab 3-2) | RC Kouba          | Bouhala 76e / Ben Mlat 80e                                                                               | 7 mars 1996  | Chlef                                        |
| 10 | IRB El Hadjar        | 0 - 2           | CS Constantine    | | 7 mars 1996  | El Hadjar                                    |
| 11 | MB Tlidjen           | Forfait         | CR Sidi Naïl      | | 7 mars 1996  | Tlidjen                                      |
| 12 | OMR El Annasser      | Forfait         | US Béchar Djedid  | | 7 mars 1996  | Alger                                        |
| 13 | CRB Mecheria         | 0 - 2           | JS Bordj Menaiel  | | 7 mars 1996  | Mechria                                      |
| 14 | USM Ain Beida        | 1 - 0           | CRB Djendel       | | 7 mars 1996  | El-Khemis                                    |
| 15 | ESB Debdaba          | 3 - 1           | IRB Mecheria      | | 7 mars 1996  | Béchar                                       |
| 16 | US Chaouia           | 1 - 0           | CRB Ain Fakroun   | | 7 mars 1996  | Stade Zerdani-Hassouna, Oum-El-Bouaghi       |
| 17 | MC Saida             | 2 - 1           | MSP Batna         | | 7 mars 1996  | Saida                                        |
| 18 | ES Collo             | 5 - 0           | CRB Hassi R'mel   | | 7 mars 1996  | Laghouat                                     |
| 19 | CRB Kais             | 0 - 2           | CRB Mazouna       | Nouar 6e 23e                                                                                             | 7 mars 1996  | Stade Communal de Kais (Khenchela)           |
| 20 | ES Mostaganem        | 1 - 1 (tab 5-3) | NA Hussein Dey    | Djender 54e / Fellahi 48e                                                                                | 8 mars 1996  | Stade OPOW (Commondant Farradj) (Mostaganem) |
| 21 | JJ Azzaba            | 2 - 2 (tab 5-3  | JS Hai Djebel     | | 8 mars 1996  | El-Harrach                                   |
| 22 | IRM Béchar           | 3 - 2           | OM Sidi Lakhdar   | | 8 mars 1996  | El-Khemis                                    |
| 23 | IRB Ouargla          | 1 - 2           | MO Constantine    | | 8 mars 1996  | Ouargla                                      |
| 24 | IB Khemis El Khechna | 0 - 1           | WA Tlemcen        | Brahimi 109e                                                                                             | 8 mars 1996  | Khemis El-Khachna                            |
| 25 | ASPC Tlemcen         | 1 - 0           | GC Mascara        | Selmi 34e                                                                                                | 8 mars 1996  | Stade des Trois Frères-Zerga (Tlemcen)       |
| 26 | CRB Froha            | 1 - 0           | CR Temouchent     | Nehari 89e                                                                                               | 8 mars 1996  | Stade de Meflah Aoued (Mascara)              |
| 27 | IRB Khenchela        | 1 - 2           | AS Aïn M'lila     | Chenoufi 63e / Adraoui 60e, Bouzitoune 83e                                                               | 8 mars 1996  | Stade Hammam Amar (Khenchela)                |
| 28 | SCM Blida            | 0 - 2           | USM Khenchela     | | 8 mars 1996  | Stade des Frères-Brakni, (Blida)             |
| 29 | WA Boufarik          | 1 - 2           | USM Alger         | Abbane 32e / Sloukia 77e, Smatti 85e                                                                     | 8 mars 1996  | Stade Mohamed-Reggaz (Boufarik)              |
| 30 | USM Bel Abbès        | 1 - 0           | CR Belouizdad     | Tlemcani 56e                                                                                             | 11 mars 1996 | Stade du 24-Février-1956, Sidi Bel Abbès     |
| 31 | JS Kabylie           | 4 - 0           | CRB Djelfa        | Boukelel (2x), Boutaleb (2x)                                                                             | 11 mars 1996 | Stade de Djelfa (Djelfa)                     |
| 32 | MC Oran              | 6 - 3           | RC M'zab          | Benzerga 19e, Meziane 40e, Chaib 54e, Meçabih 66e, Belatoui 76e (pen.), Zerrouki 89e/ Arbaoui 7e 11e 84e | 18 mars 1996 | Stade Communal Ghardaia                      |

## Seizièmes de finale
Les matchs des seizièmes de finale se sont joués le 1er avril 1996
| #  | Club 1            | Résultat              | Club 2           | Buteurs                                                           | Date                   | Stade                                  |
| -- | ----------------- | --------------------- | ---------------- | ----------------------------------------------------------------- | ---------------------- | -------------------------------------- |
| 1  | ASPC Tlemcen      | Forfait               | MB Tlidjen       |                                                                   | 29 mars 1996           | Stade des Trois frères Zerga (Tlemcen) |
| 2  | JJ Azzaba         | 1 - 0                 | MC Alger         |                                                                   | 1er avril 1996         | Stade Boucetta Ali (Azzaba)            |
| 3  | ES Mostaganem     | 0 - 2                 | USM Blida        |                                                                   | 1er avril 1996         | Stade Mohamed-Bensaïd (Mostaganem)     |
| 4  | MC Oran           | 1 - 1 (4 - 2 t.a.b)   | CRE Constantine  |                                                                   | 1er avril 1996         | Stade Chahid-Hamlaoui (Constantine)    |
| 5  | ES Sétif          | 1 - 0                 | ASO Chlef        |                                                                   | 1er avril 1996         | Stade du 8-Mai-1945 (Sétif)            |
| 6  | CS Constantine    | 3 - 2                 | IRM Béchar       |                                                                   | 1er avril 1996, 14 h 0 | Stade du 20-Août-1955 (Béchar)         |
| 7  | MO Constantine    | 1 - 2                 | JS Kabylie       |                                                                   | 1er avril 1996         | Stade Chahid-Hamlaoui (Constantine)    |
| 8  | E Collo           | 1 - 0                 | CRB Mazouna      |                                                                   | 1er avril 1996         | Stade Ben Djamaa Amar, (Collo)         |
| 9  | CRB Froha         | 2 - 2 (11 - 10 t.a.b) | IRB Laghouat     | Djaafri 25e, Ben Allal 60e (pen.) (CRBF) / Mered 4e, Ben Alia 54e | 1er avril 1996         | Stade de Meflah Aoued, (Mascara)       |
| 10 | HB Chelghoum Laid | 0 - 0 (4 - 2 t.a.b)   | USM Khenchela    |                                                                   | 1er avril 1996         | Stade hammam amar, (Khenchela)         |
| 11 | ASM Oran          | 1 - 0                 | AS Aïn M'lila    | Amrane 6e                                                         | 1er avril 1996         | Stade Habib-Bouakeul (Oran)            |
| 12 | FCM Blida         | Forfait               | ESB Debdaba      |                                                                   | 1er avril 1996         | Stade des Frères-Brakni (Blida)        |
| 13 | WA Tlemcen        | 3 - 0                 | USM Ain Beida    | Ben Saha 9e, Brahimi 23e, Djalti 44e                              | 1er avril 1996         | Stade Akid Lotfi (Tlemcen)             |
| 14 | US Chaouia        | 3 - 2 (a.p)           | OMR El Annasser  |                                                                   | 1er avril 1996         | Stade du 20-Août-1955 (Alger)          |
| 15 | USM Bel Abbès     | 3 - 1                 | JS Bordj Menaiel |                                                                   | 1er avril 1996         | Stade du 24-Février-1956, (Bel Abbès)  |
| 16 | MC Saida          | 1 - 0                 | USM Alger        |                                                                   | 8 avril 1996           | Stade des Frères Bracci (Saida)        |

## Huitièmes de finale
Les matchs des huitièmes de finale se sont joués le 7 juin 1996.
| Club 1            | Résultat    | Club 2        | Buts                                                                         | Date, heure          | Stade                                |
| ----------------- | ----------- | ------------- | ---------------------------------------------------------------------------- | -------------------- | ------------------------------------ |
| CS Constantine    | 3 - 4 (a.p) | MC Oran       | Laïb 40e,Boulfelfel 50e (pen.) 115e (pen.) / Meçabih 05, Belatoui 71e (pen.) | 7 juin 1996, 14 h 30 | Stade Chahid Hamlaoui (Constantine)  |
| ES Sétif          | 2 - 0       | FCM Blida     | ? ?, ? ?                                                                     | 6 juin 1996, 14 h 30 | Stade des Frères-Brakni (Blida)      |
| USM Blida         | 1 - 0       | WA Tlemcen    | ? ?                                                                          | 7 juin 1996, 14 h 30 | Stade des Frères-Brakni (Blida)      |
| CRB Froha         | 0 - 6       | US Chaouia    | ? ?, ? ?, ? ?,? ?,? ?,? ?                                                    | 6 juin 1996, 14 h 30 | Stade de l'Unité Africaine (Mascara) |
| MC Saida          | 1 - 0       | E Collo       | ? ?                                                                          | 7 juin 1996, 14 h 30 | Stade des frères Braci (Saida)       |
| ASPC Tlemcen      | 1 - 0       | JS Kabylie    | hocini 6                                                                     | 7 juin 1996, 14 h 30 | Stade des Frères Zerga, (Tlemcen)    |
| JJ Azzaba         | 1 - 3       | USM Bel Abbès | ? ? / ? ?, ? ?, ? ?                                                          | 7 juin 1996, 14 h 30 | a azzaba                             |
| HB Chelghoum Laid | 2 - 0       | ASM Oran      | mahra .yahiaoui                                                              | 7 juin 1996, 14 h 30 | a chelghoum laid                     |

## Quarts de finale
Les matchs des quarts de finale se sont joués le 17 juin 1996.
| # | Club à domicile | Résultat    | Club à l'extérieur | Buteurs                                                                  | Date         | Lieu                                  |
| - | --------------- | ----------- | ------------------ | ------------------------------------------------------------------------ | ------------ | ------------------------------------- |
| 1 | MC Oran         | 4 - 1       | ASPC Tlemcen       | Meçabih 9e, Benzerga 29e, Belatoui 54e (pen.), Zerrouki 59e / Balegh 48e | 17 juin 1996 | Stade du 24-Février-1956, (Bel Abbès) |
| 2 | USM Blida       | 3 - 1 (a.p) | USM Bel Abbès      | Haddadi 103e, Merzak Ali-Messaoud 111e, Réda Zouani 120e / Amarache 107e | 17 juin 1996 | Stade Mohamed-Bensaïd (Mostaganem)    |
| 3 | MC Saida        | 0 - 2       | HB Chelghoum Laid  | Yahiaoui 35e, Mouza 80e                                                  | 17 juin 1996 | Stade des Frères-Brakni, (Blida)      |
| 4 | ES Sétif        | 1 - 0       | US Chaouia         | Zorgane 67e                                                              | 21 juin 1996 | Stade Chahid Hamlaoui (Constantine)   |

## Demi-finales
Les matchs des demi-finales se sont joués le 28 juin 1996.
| # | Club à domicile | Résultat            | Club à l'extérieur | Lieu                                    | Date et heure       | Buteurs                                  |
| - | --------------- | ------------------- | ------------------ | --------------------------------------- | ------------------- | ---------------------------------------- |
| 1 | MC Oran         | 0 - 0 (4 - 3 t.a.b) | ES Sétif           | Stade 5 juillet 1962 (Alger)            | 28 juin 1996, 15h00 | /                                        |
| 2 | USM Blida       | 2 - 1 (a.p)         | HB Chelghoum Laid  | Stade du 1er-Novembre-1954 (Tizi-Ouzou) | 28 juin 1996, 16h00 | Manaa 40e / R. Zouani 46e, B. Zouani 98e |

## Finale
La finale a eu lieu au Stade 5 Juillet 1962 à Alger, le 5 juillet 1996.
| Club 1  | Résultat    | Club 2    | Date, heure                       | Stade                        |
| ------- | ----------- | --------- | --------------------------------- | ---------------------------- |
| MC Oran | 1 - 0 (a.p) | USM Blida | vendredi 05 juillet 1996 a 16 h00 | Stade 5 juillet 1962 (Alger) |

### Feuille de match
| Titulaires : |  |
| |  |
| 1 • Abdesslam Benabdellah · 3 • Abdelkrim Kherif · 5 • Omar Belatoui · 4 • Cheïkh Bouha · 2 • Moulay Haddou · 6 • Tahar Chérif El-Ouazzani · 7 • Sid Ahmed Zerrouki · 8 • Cheïkh Benzerga · 10 • Nacer Gaïd 68e · 11 • Mourad Meziane 92e · 9 • Ali Meçabih · |  |
| Remplaçants : |  |
| ? • Afif Goual 68e · ? • Kouider Boukessassa 92e · ? • Sadek Mazri · ? • Noureddine Kadda · ? • Karim Saoula · |  |
| Entraîneur : |  |
| Mohamed Henkouche |  |

| Titulaires : |  |
| |  |
| 1 • Mohamed Hamouche · 2 • Hocine Hamrouni 102e · 3 • Mohamed Allag · 4 • Hakim Zane · 5 • Kamel Zane · 6 • Billel Harkas · 7 • Mourad Hamiti 80e · 8 • Sid Ali Saoudi · 11 • Mustapha Chambet 106e · 10 • Réda Zouani · 9 • Billal Zouani · |  |
| Remplaçants : |  |
| ? • Abdennour Krebazza 102e · ? • Mahdjour 80e · ? • Adel Bourzak 106e · ? • Merzak Ali Messaoud · ? • Mohamed-Chérif Manaâ · |  |
| Entraîneur : |  |
| Mokhtar Belabed et Ahmed Echouf |  |

| Titulaires : |  |
| |  |
| 1 • Abdesslam Benabdellah · 3 • Abdelkrim Kherif · 5 • Omar Belatoui · 4 • Cheïkh Bouha · 2 • Moulay Haddou · 6 • Tahar Chérif El-Ouazzani · 7 • Sid Ahmed Zerrouki · 8 • Cheïkh Benzerga · 10 • Nacer Gaïd 68e · 11 • Mourad Meziane 92e · 9 • Ali Meçabih · |  |
| Remplaçants : |  |
| ? • Afif Goual 68e · ? • Kouider Boukessassa 92e · ? • Sadek Mazri · ? • Noureddine Kadda · ? • Karim Saoula · |  |
| Entraîneur : |  |
| Mohamed Henkouche |  |

| Titulaires : |  |
| |  |
| 1 • Mohamed Hamouche · 2 • Hocine Hamrouni 102e · 3 • Mohamed Allag · 4 • Hakim Zane · 5 • Kamel Zane · 6 • Billel Harkas · 7 • Mourad Hamiti 80e · 8 • Sid Ali Saoudi · 11 • Mustapha Chambet 106e · 10 • Réda Zouani · 9 • Billal Zouani · |  |
| Remplaçants : |  |
| ? • Abdennour Krebazza 102e · ? • Mahdjour 80e · ? • Adel Bourzak 106e · ? • Merzak Ali Messaoud · ? • Mohamed-Chérif Manaâ · |  |
| Entraîneur : |  |
| Mokhtar Belabed et Ahmed Echouf |  |

## Finale de la coupe d'Algérie Junior
| Édition   | Date et Heure | Vainqueur      | Score | Finaliste  | Buteur                       | Stade                  | Réf.                    |
| --------- | ------------- | -------------- | ----- | ---------- | ---------------------------- | ---------------------- | ----------------------- |
| 1995-1996 | 1996          | NA Hussein Dey | 2 - 1 | USM Annaba | Bouhama 30e 50e / Aouadi 39e | 5 juillet 1962 (Alger) | face book de l'usmannba |

## Finale de la coupe d'Algérie cadets
| Édition   | Date et Heure  | Vainqueur  | Score | Finaliste | Buteur | Stade             | Réf. |
| --------- | -------------- | ---------- | ----- | --------- | ------ | ----------------- | ---- |
| 1995-1996 | 4 juillet 1996 | JS Kabylie | 4 - 0 | MC Alger  | ?      | 5 juillet , Alger | ref  |